# Petinomys mindanensis
Petinomys mindanensis är en flygekorre som förekommer på Filippinerna. Inga underarter finns listade i Catalogue of Life. IUCN kategoriserar den globalt som livskraftig ("LC").

## Beskrivning
Pälsen på ovansidan är gråsprängt kastanjebrun, med många hår med svarta spetsar, speciellt längs ryggraden. Kinder, nacke och strupe är gråbruna, medan kragen kring halsen är nästan svart. Arten är stor: Kroppslängden är 33 till 37 cm, den 44 till 46 cm långa svansen ej inräknad.

## Ekologi
Arten lever i fuktig, tropisk till subtropisk urskog på höjder mellan 500 och 1 600 m.

## Utbredning
Arten är endemisk på Filippinerna, där den förekommer på Mindanao, Dinagatöarna och Siargao.